# Ignazio Afram II Karim
Mor Ignatios Afram II Karim, nato Saʿid Karim (in siriaco ܣܥܝܕ ܟܪܝܡ, Ignaṭius Afrem Trayono; in arabo سعيد كريم‎?, Iġnāṭīūs Afrām al-Ṯānī;; Qamishli, 3 maggio 1965), è il 123º Patriarca della Chiesa Ortodossa Siriaca di Antiochia e di tutto l'Oriente.
Membro del Consiglio ecumenico delle Chiese, contribuì in modo significativo alla nascita dell'organizzazione ecumenica Christian Churches Together nel 2007.

## Biografia
Saʿid Karim nacque il 3 maggio 1965 a Qamishli, nel nord-est della Siria, il figlio più giovane di Issa e Khanema Karim. La sua famiglia è composta da assiri siro-ortodossi originari di Ëḥwo (turco: Güzelsu), un villaggio della regione di Tur Abdin nella provincia di Mardin, in Turchia.
Dopo aver terminato le scuole elementari a Qamishli nel 1977, Karim ricevette la sua istruzione secondaria religiosa presso il Seminario Teologico di Sant'Efrem ad Atchaneh, Bikfaya, in Libano. A partire dal 1982, iniziò a lavorare ad Aleppo come assistente dell'arcivescovo Mor Gregorios Yuhanna Ibrahim. Dal 1984 al 1988 frequentò il Seminario Teologico copto del Cairo, conseguendo il Bachelor of Arts in teologia. Nel 1985 prese i voti monacali, assumendo il nome di Efrem in onore del poeta e teologo Efrem il Siro, e di Ignazio Efrem I Barsoum, 120º patriarca della Chiesa Ortodossa Siriaca di §Antiochia e di tutto l'Oriente. Ordinato diacono, nel 1985 fu elevato al sacerdozio sacro. Dal 1988 al 1989 è stato sia segretario del suo predecessore patriarcale Ignazio Zakka I Iwas, sia insegnante al Seminario teologico di Sant'Efrem a Damasco.

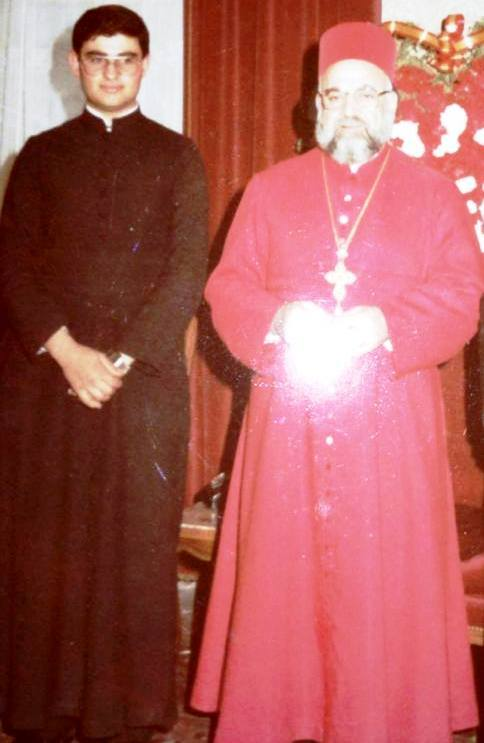
Il giovane diacono Efrem Karim, futuro Patriarca Ignazio Efrrem II, e il predecessore Patriarca Ignazio Zakka I Iwas, in un'immagine del 1985.

Nel 1991, entrò al Pontificio Collegio San Patrizio di Maynooth, in Irlanda, dove ricevette la Licenza di Sacra Teologia nel 1992 e il Doctor of Divinity due anni dopo, con una dissertazione intitolata The Symbolism of the Cross in early Syriac Christianity ("Il simbolismo della croce nel cristianesimo siriaco primitivo"). Durante quel periodo prestò il suo servizio sacerdotale nella comunità siro-ortodossa nel Regno Unito.
Ignazio Efhrem II parla siriaco classico (Kthobonoyo), la lingua Turoyo (un neo-aramaico colloquiale parlato nel suo antenato Tur Abdin), l'arabo, il francese e l'inglese.

## Arcivescovo metropolita degli Stati Uniti orientali
Nel 1995 in seguito alla morte dell'arcivescovo Mor Athanasius Yeshue Samuel, che aveva fondato l'arcidiocesi degli Stati Uniti e del Canada, fu deciso di dividere il territorio in tre arcidiocesi: gli Stati Uniti orientali, Los Angeles e dintorni, ed il Canada. Efrem Karim fu nominato arcivescovo del territorio degli Stati Uniti orientali.
Il 28 gennaio 1996 fu consacrato arcivescovo metropolita e vicario patriarcale dell'arcidiocesi per gli Stati Uniti orientali dal patriarca Ignazio Zakka I Iwas presso la chiesa ortodossa siriaca di Santa Maria nella città natale di Qamishli. Assunto il nome di Cyril, giunse negli Stati Uniti il 2 marzo 1996 e fu ufficialmente insediato nella cattedrale siro-ortodossa di San Marco a Teaneck, nel New Jersey, come Mor Cyril Efrem Karim.
Durante il suo episcopato, furono create 11 nuove parrocchie, elevando a 20 il loro numero totale, furono istituiti un consiglio consultivo per la supervisione e l'amministrazione dell'arcidiocesi, un'organizzazione giovanile siro-ortodossa per coordinare la pastorale giovanile delle parrocchie. Il metropolita curò un ciclo di conferenze rivolte ai giovani con il proposito di far crescere la comunità ecclesiale, creando una società corale e autorizzando una speciale liturgia per i giovani nell'area di New York/New Jersey.
Cyril Efrem Karim supervisionò la fondazione di un comitato della scuola domenicale per uniformare la programmazione scolastica in tutta l'arcidiocesi, redasse un programma di corso di consulenza prematrimoniale, offrendo alle coppie la possibilità di incontrarsi personalmente con lui. Istituì un servizio liturgico annuale per far conoscere e valorizzare i membri anziani della comunità. Membro del Consiglio ecumenico delle Chiese, contribuì in modo significativo alla nascita dell'organizzazione ecumenica Christian Churches Together nel 2007.

## Patriarca di Antiochia
A seguito della morte del patriarca Ignazio Zakka I Iwas il 21 marzo 2014, fu convocato il Santo Sinodo della Chiesa siro-ortodossa di Antiochia per eleggere il suo successore. Il sinodo ebbe luogo nel monastero di San Giacomo Baradeo ad Atchaneh, in Libano, presieduto da Mor Baselios Thomas I, Catholicòs dell'India, e da Mor Severius Jamil Hawa, arcivescovo di Baghdad e Bassora, il facente funzioni (locus tenens) del Patriarca.
Cyril Efrem Karim fu eletto come 122º successore di San Pietro nella Sede Apostolica di Antiochia. Fu intronizzato il 29 maggio 2014 da Baselios Thomas I, nel monastero siriaco di Sant'Efrem a Maarat Saidnaya, nei pressi di Damasco.
Karim scelse di assumere il nome patriarcale di Ignazio, che andava a sostituirsi al precedente nome episcopale di Cyrill; essendo il secondo patriarca a portare il nome monastico Efrem (il primo era stato il patriarca Ignazio Efrem I Barsoum), il suo nome divenne Ignazio Efrem II. A differenza dei suoi ultimi predecessori, ed in osservanza della tradizione, Efrem II scelse di non usare il cognome Karim nel titolo ufficiale.

## Visite pastorali
Fin dalla sua intronizzazione, compì numerose visite pastorali tra Iraq e Siria per aiutare i cristiani sfollati dall'avanzata dell'ISIS e dalle turbolenze generali causate dalla guerra civile siriana. Nel 2015 celebrò l'inizio del nuovo anno con i cristiani rifugiati e sfollati nel nord dell'Iraq. La "liturgia patriarcale" fu servita unitamente a specifiche preghiere.
Durante il viaggio in India, svoltosi dal 7 al 19 febbraio 2015, consacrò la chiesa di Santa Maria a Marady, la chiesa di San Pietro a Peechanikkadu, il monastero di San Giorgio a Malecruz, la chiesa di San Tommaso a Madras (Chennai), fra le altre appartenenti alla Chiesa cristiana siriaca giacobita.
Domenica 19 giugno 2016, un kamikaze dell'ISIS tentò di assassinare Mor Ignazio Efrem II nel corso della commemorazione del 101º anniversario del genocidio ottomano degli armeni, assiri e greci. Durante l'azione terroristica, furono uccisi tre agenti di sicurezza e altri cinque furono feriti, mentre il patriarca rimase illeso.

Nel 2016 Ignazio dichiarò che "la Russia ha restituito speranza al popolo siriano", pronunciandosi a favore dell'intervento militare russo in Siria durante la Guerra civile siriana.
Nell'aprile 2018, Ignazio Aphrem II e il patriarca Giovanni X Yazigi condannarono i bombardamenti missilistici di Damasco e Homs, dichiarando che  "erano una palese violazione delle leggi internazionali e della Carta delle Nazioni Unite" e che "l'aggressione ingiusta incoraggia le organizzazioni terroristiche e dà loro lo slancio per continuare nel loro terrorismo".